# زیتین‌بورنو (متروی استانبول)
زیتین‌بورنو (انگلیسی: Zeytinburnu)  یکی از ایستگاه‌های شاخه ای خط ام۱ متروی استانبول است.
این ایستگاه که در منطقه زیتین‌بورنو قرار دارد در سال ۱۹۹۴ تاسیس شده‌است.